# Toruń Miasto
Toruń Miasto – trzeci co do wielkości dworzec kolejowy na terenie Torunia. Według klasyfikacji PKP ma kategorię dworca aglomeracyjnego.

## Ruch pasażerski
| Rok  | Wymiana pasażerska na dobę |
| ---- | -------------------------- |
| 2017 | 1300                       |
| 2022 | 1700                       |

## Historia
Budynek dworca zbudowany został w 1873 roku w stylu neogotyckim. Niemal równocześnie z pracami przy dworcu toczyły się prace przy budowie mostu kolejowego im. Ernesta Malinowskiego. Obecny budynek pełniący funkcję dworca został wzniesiony w 1889 roku (wcześniej w tym miejscu znajdował się tylko przystanek osobowy). 18 stycznia 1920 roku dworzec był miejscem powitania polskich wojsk wkraczających do Torunia. W 1938 roku, podczas wizyty marszałka Edwarda Śmigłego-Rydza, został przebudowany i na nowo otynkowany. Dworzec nigdy w historii nie zdołał podważyć znaczenia dworca lewobrzeżnego (dziś Toruń Główny).
W 1940 roku niemieckie władze okupacyjne planowany przenieść dworzec. Zaproponowano trzy lokalizacje: przy Szosie Lubickiej (w październiku 1940), przy ul. Sobieskiego w pobliżu garbatego mostku (1940), w pobliżu Bramy Kolejowej (listopad 1941).
28 listopada 2013 roku miasto podpisało z Budimexem umowę na budowę węzła przesiadkowego przy stacji Toruń Miasto oraz modernizację torowiska tramwajowego z pl. 18 Stycznia do al. Solidarności. Budowę węzła integracyjnego rozpoczęto wiosną 2014 roku. W ramach inwestycji przeniesiono przystanek tramwajowy bliżej dworca, wyposażono w wiaty przystankowe, ławki i elektroniczne tablice wyświetlające czas przyjazdu wozów MZK oraz zatrzymujących się na stacji pociągów. Obydwa perony przystankowe połączono z placem przy dworcu za pomocą kładki nad ul. Traugutta, wyposażonej w schody i windy. 7 października 2015 węzeł przesiadkowy został otwarty.
Obiekt figuruje w gminnej ewidencji zabytków (nr 2106).

## Linia kolejowa
Przez stację przechodzi linia kolejowa:
- 353 Poznań Wschód – Skandawa (zelektryfikowana)[potrzebny przypis]

## Połączenia kolejowe
Z dworca istnieją bezpośrednie połączenia do wielu miast Polski, m.in.: Olsztyna, Iławy, Grudziądza, Chełmży, Sierpca, Kutna, Włocławka, Bydgoszczy, Poznania, Inowrocławia.
Oprócz pociągów dalekobieżnych i wojewódzkich na stacji Toruń Miasto zatrzymują się również pociągi BiT City. Składy kursują na trasie Toruń Wschodni – Bydgoszcz Główna. Od 14 grudnia 2014 roku połączenia te są obsługiwane przez cztery nowe składy typu Pesa Elf 22WEc.